# Dentro una rosa
Dentro una rosa è un album musicale, il tredicesimo, della cantautrice italiana Mariella Nava pubblicato nel 2007 dalla Nar International su licenza Calycanthus.
Con questo album Mariella festeggia i vent'anni di carriera artistica  e sancisce il suo ritorno alla musica dopo un breve momento di crisi personale e di allontanamento dal mondo artistico.
Si passa da Dentro una rosa, rosa come fiore di speranza, come indelebile ricordo, che svela la voce di una donna libanese che decide di lasciare il suo paese e la sua famiglia per andare incontro ad un suo proprio destino, lontano dalle lotte e dagli scenari di guerra in cui si ritrova a vivere, a Un treno che altro non vuole essere che un treno di speranza, che noi tutti vorremmo vedere passare alle stazioni o vorremmo poter prendere, un treno che sia per la pace e lasci indietro la guerra. Da Fade out, brano dedicato a Piergiorgio Welby che affronta il dramma dell'eutanasia a La strada che racconta della vita di Papa Giovanni Paolo II.
I brani Guarda giù e La strada escono in contemporanea, come Maxi CD Singolo (con i rispettivi videoclip) con l'inedito L'assaggio  il 14 luglio 2006, che arriva alla posizione n. 36 nella classifica FIMI della settimana WK 29. 
Archi scritti e diretti dal Maestro Renato Serio.
Il libretto del CD ha un vero profumo di rosa.
L'album entra alla posizione n. 73 della classifica FIMI, nella settimana WK 17. 

## Tracce
Testi e musiche di Mariella Nava.
1. Dentro una rosa
2. Preludio
3. Via della poesia
4. Un treno
5. Fade out
6. La piazza
7. Spendi qualcosa per me
8. Gli ultimi
9. Vita sui capelli
10. Guarda giù
11. La strada
12. Portami con te
13. Finale
14. Una conchiglia (ghost track)

## Formazione
- Mariella Nava – voce, tastiera, pianoforte
- Beppe Sequestro – basso
- Daniele Pomo – batteria
- Egidio Maggio – chitarra acustica, chitarra elettrica
- Toto Torquati – pianoforte, organo Hammond
- Lutte Berg – chitarra elettrica
- Andrea Pistilli – chitarra acustica
- Jack Tama – percussioni
- Erasmo Petringa – violoncello
- Andrea Di Cesare – violino
- Claudio Corvini – tromba
- Eric Daniel – sassofono tenore
- Nadia Straccia, Wendy Dee Lewis – cori